# Bytom – szlakiem tradycji i kultury

Bytom – szlakiem tradycji i kultury – czerwony szlak turystyczny w Bytomiu.

## Charakterystyka
Szlak obejmuje punkty ściśle związane z historią Bytomia, jak np. pierwsze polskie gimnazjum, cmentarz Mater Dolorosa, czy wzgórze św. Małgorzatki.

## Przebieg szlaku
- Rynek
- ul. Podgórna
- pl. Grunwaldzki
- ul. Podgórna
- pl. Sobieskiego
- ul. Korfantego
- ul. Sokoła
- ul. Matejki
- ul. Żeromskiego
- ul. Piekarska
- al. Legionów
- ul. Strzelców Bytomskich
- ul. Chrzanowskiego
- ul. Parkowa
- ul. Wrocławska
- pl. Kościuszki
- ul. Dworcowa
- pl. Wolskiego
- ul. Małgorzatki
- pl. Wolskiego
- ul. Jagiellońska
- ul. Moniuszki
- pl. Sikorskiego
- ul. Piastów Bytomskich
- ul. Wałowa
- pl. Klasztorny
- ul. Szymanowskiego
- Rynek

## Opis szlaku

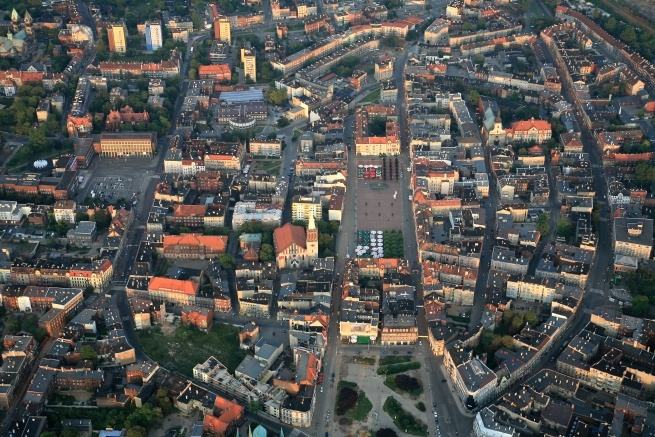
Śródmieście Bytomia z lotu ptaka

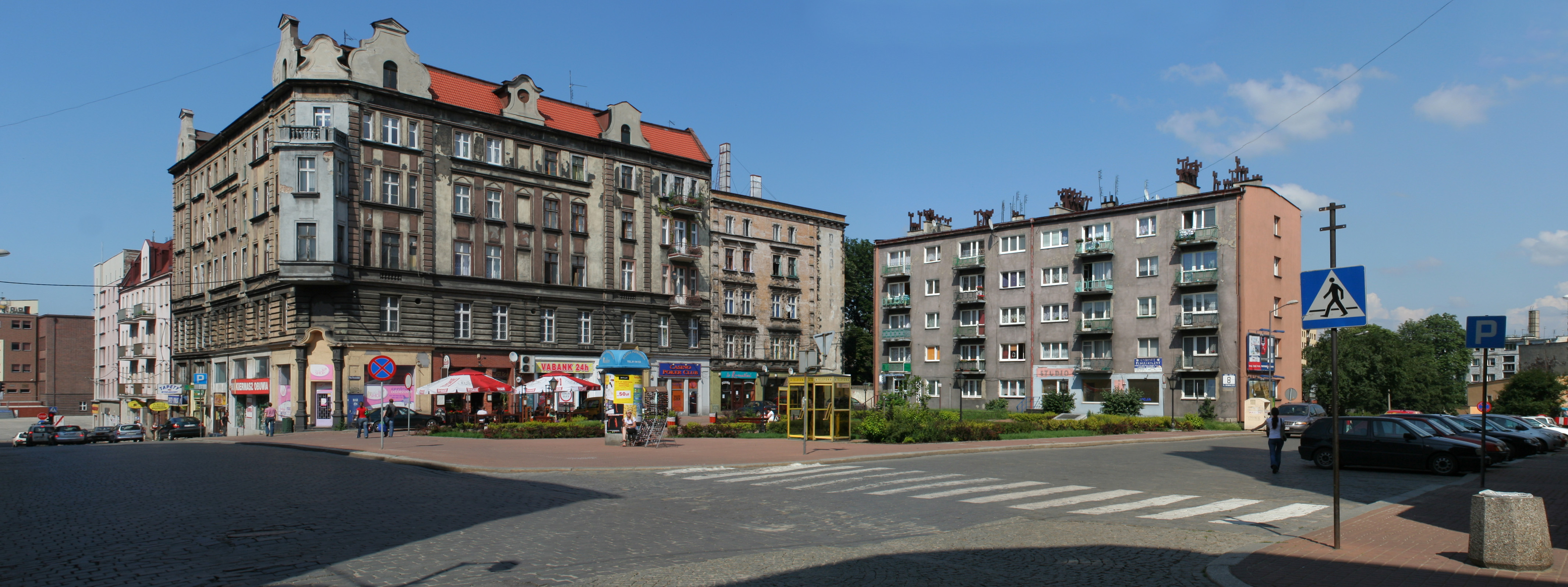
Plac Grunwaldzki w Bytomiu (2009)

- Punkt wyjścia: Rynek przy Biurze Promocji Bytomia.

Wycieczka szlakiem rozpoczyna się na Rynku przy Biurze Promocji Miasta Bytomia.
- Ulica Podgórna, secesja.

Na prawo od Biura Promocji Bytomia Rynek 7 szlak skręca w ulicą Podgórną. Na rogu Rynku znajduje się wzniesiona w 1897 w stylu eklektycznym wedle projektu Alexandra Bohma kamienica obecnie przy ulicy Podgórnej 18. Po drugiej stronie ulicy znajduje się wybudowana w 1909 według projektu J. Uthlera eklektyczna kamienica przy Podgórnej 7/9. W latach 1909–1922 mieszkał tam i działał Michał Wolski, polski działacz narodowy i plebiscytowy, o czym wspomina pamiątkowa tablica. W latach 90. XX w. budynek był siedzibą Kabaretu Pod Egidą. Dalej szlak biegnie w dół ulicy Podgórnej, by wejść na Plac Grunwaldzki.
- Plac Grunwaldzki, judaica.

W zabytkowej kamienicy przy Placu Grunwaldzkim 6 przed wojną mieścił się hotel i restauracja Hamburger Hof. W miejscu wybudowanego w 1963 roku budynku przy Placu Grunwaldzkim 8-8a znajdowała się synagoga żydowska (1869-1938). Pośrodku placu znajduje się Słoneczny Zegar Analemmatyczny, wmurowany w chodnik w 2004 roku. Dalej trasa szlaku wiedzie w dół ulicą Podgórną, by wyjść na Placu Sobieskiego.
- Plac Sobieskiego, muzeum.

W centralnej części Placu Sobieskiego znajduje się gmach Miejskiej Biblioteki Publicznej wzniesiony w 1974 roku według projektu Emila Sudoła. Po lewej stronie placu widać gmach dawnej szkoły zawodowej-budowlanej z 1926 roku, a dziś Zespołu Szkół Mechaniczno-Samochodowych im. Gabriela Narutowicza, projektu architekta Goltza. Na prawo od MBP usytuowany jest wybudowany w latach 1929-30 budynek Muzeum Górnośląskiego według projektu Alberta Stütza i Herberta Hettlera. Za budynkiem muzeum szlak skręca w lewo w ulicę Korfantego.
- Ulica Korfantego, Pałacyk byłego starostwa.

Po prawej stronie ulicy Korfantego nr 34 znajduje się neogotycki pałacyk byłego starostwa z 1897 roku projektu K. Segnitza. Obecnie mieści się tam filia Muzeum Górnośląskiego.
- Dom Narodowy „UL”.

Przy ulicy Sokoła 20 mieści się budynek Domu Narodowego „UL”, w latach 1910-1922 siedziba szeregu organizacji społecznych i kulturalnych walczących o zachowanie polskości na Górnym Śląsku.
- Ulica Sokoła.

Na rogu ulic Korfantego nr 36 i ulicy Sokoła znajduje się wzniesiona według projektu Teodora Ehla w 1905 roku secesyjna kamienica. Szlak biegnie ulicą Sokoła wzdłuż zabudowy mieszkaniowej z lat 50., a następnie skręca w lewo w ulicę Matejki.
- Ulica Matejki, kościół św. Jacka.

Po prawej stronie ulicy Matejki znajduje się neoromański kościół św. Jacka, oddany do użytku w 1911 roku, projektu Maxa Giemzy. Przy kościele znajduje się budynek plebanii z 1920 roku, zbudowanego według projektu Teodora Ehla. Od kościoła św. Jacka szlak wiedzie na zachód ulicą Żeromskiego.
- Ulica Żeromskiego, cmentarz żydowski i Mater Dolorosa.

Po prawej stronie ulicy Żeromskiego przy skrzyżowaniu z ulicą Piekarską znajduje się cmentarz żydowski. Zaś po drugiej stronie przy ul. Piekarskiej 71 mieści się Mater Dolorosa I z 1868 roku wraz z zabytkowymi mauzoleum Goetzlerów, Hakuby, kaplicą grobową Carusów, Schastoków. Z ulicy Piekarskiej szlak wiedzie w prawo Aleją Legionów.
- Aleja Legionów, willa Brüninga, kościół św. Krzyża.

Na rogu Al. Legionów i ul. Kraszewskiego usytuowany jest wybudowany w 1900 roku w stylu neogotyckim według projektu Paula Jackischa budynek dawnego męskiego konwiktu (internat) biskupiego, a obecnie siedziba zamiejscowego wydziału Polsko-Japońskiej Akademii Technik Komputerowych. Przy Alei Legionów 4 znajduje się secesyjna willa Dr. Georga Brüninga, a za nią wzniesiony w 1904 budynek Szkoły Podstawowej nr 5 im. Poli Maciejowskiej (przed wojną patronem szkoły był Georg Brüning) i Przedszkola nr 5. Za ulicą Woźniaka ulokowany jest dawny szpital dla kalek św. Ducha, wybudowany w latach 1910-1912 według projektu Karla Bruggera. Po drugiej stronie ulicy, przy Alei Legionów 49 znajduje się budynek Szpitala Zakaźnego, wcześniej siedziba redakcji czasopisma „Katolik”, a od 1932 Prywatnego Gimnazjum Polskiego. Na rogu ulicy Ligonia i Alei Legionów szlak mija wzniesiony w latach 1936-37 według projektu Ottona Lindera ze Stuttgartu Kościół pw. Podwyższenia Krzyża Świętego. 8 października 1984 roku z okazji Dni Kultury Chrześcijańskiej w kościele wykład wygłosił ks. Jerzy Popiełuszko. Na pamiątkę jego śmierci na placu przy kościele usypano symboliczną mogiłę, a po prawej stronie świątyni ulokowano tablicę pamiątkową. Za kościołem, a dokładniej za pomnikiem „Nike” z 1977 autorstwa Joachima Krawczyka, szlak skręca na lewo w ulicę Strzelców Bytomskich.

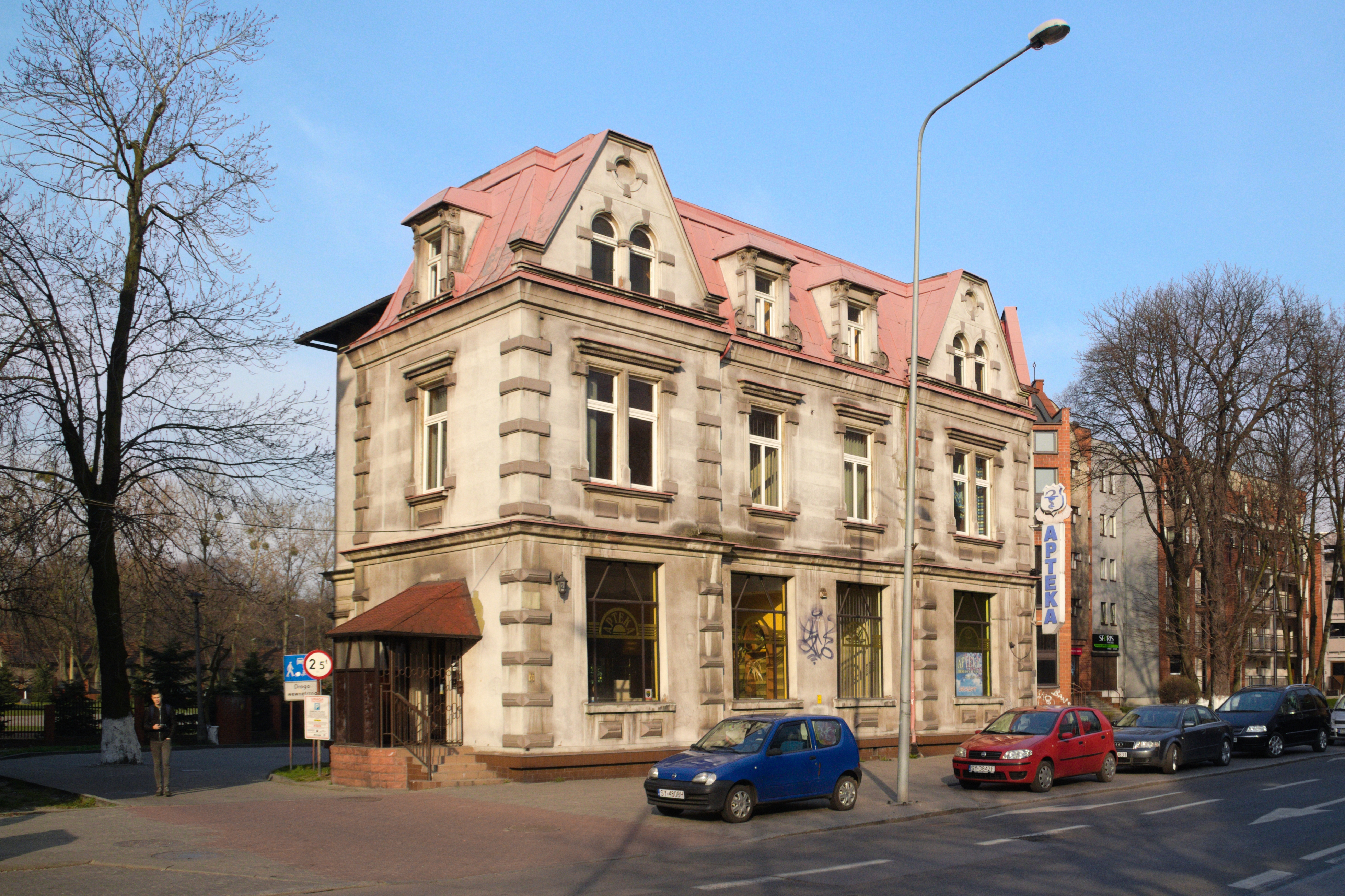
Willa przy ul. Strzelców Bytomskich 25 (2019)

- Ulica Strzelców Bytomskich, polskie gimnazjum.

Przy ul. Strzelców Bytomskich 25 znajduje się neorenesansowa willa z 1890 roku. Za skrzyżowaniem ulic Woźniaka, Piłsudskiego, Chrzanowskiego i Strzelców Bytomskich znajduje się wybudowany w 1929 roku budynek I LO. Z ulicy Strzelców Bytomskich szlak wiedzie dalej ulicą Chrzanowskiego.
- Ulica Chrzanowskiego, Urząd Miejski.

Po obu stronach ul. Chrzanowskiego znajduje się Park Miejski im. Kachla z 1840 roku, wpisany na listę zabytków w 1992 roku. Przy ulicy Parkowej 2 mieści się wzniesiony w latach 1913-14 według projektu Karla Aronsona budynek Urzędu Miejskiego, do 1945 roku siedziba Sądu Okręgowego (Landgericht), a do 1966 roku siedziba Przedsiębiorstwa Budowy Szybów.
- Ulica Wrocławska, park, kąpielisko kryte, więzienie.

Na zachód od Urzędu Miejskiego ulokowany jest wybudowany w 1934 w stylu funkcjonalizmu zakład kąpielowy. Za zakładem, przy rogu ulic Strzelców Bytomskich i Wrocławskiej postawiona jest rzeźba Tadeusza Sadowskiego „Leżący mężczyzna” (zwana też „Leniuchem”) z 1971 roku. Po prawej stronie ulicy Wrocławskiej za skrzyżowaniem z ulicą Strzelców Bytomskich znajdują się zabudowania aresztu, wzniesione w II połowie XIX wieku w stylu neogotyckim. Za więzieniem szlak skręca w prawo na Plac Kościuszki.
- Plac Kościuszki, Sąd Rejonowy, kościół św. Trójcy.

Po lewej stronie, przy skrzyżowania ulic Kwietniewskiego i Piekarskiej znajduje się neogotycka świątynia pw. Św. Trójcy (1885). Na drodze szlaku znajdują się m.in. wzniesiony w 1894 roku w stylu neorenesansu według projektu J. Heise gmachu Sądu Rejonowego, zbudowany w stylu ekspresjonizmu biurowiec przy placu Kościuszki 11, obecnie siedziba Bytomskiego Przedsiębiorstwa Komunalnego i Banku PKO BP, wybudowana w 1910 kamienica przy ulicy placu Kościuszki 9, przed wojną siedziba restauracji Cafe Hindenburg, a po wojnie siedziba PSS Społem. Na budynku znajduje się tablica upamiętniająca 10 rocznicę wyzwolenia Bytomia przez Armię Czerwoną. Od Placu Kościuszki droga szlaku biegnie ulicą Dworcową.
- Ulica Dworcowa, secesyjne kamienice.

Wzdłuż ulicy Dworcowej ulokowane są w większości zabytkowe kamienice z przełomu XIX i XX wieku. Jednakże na liście zabytków znajdują się tylko secesyjna kamienica przy ul. Dworcowej 10 z 1906 projektu Josefa Koenigsbergera, połączone w 1909 roku budynki przy ul. Dworcowej 12/14 (1866/1872), budynki dawnego hotel „Sanssouci” z 1858 roku (obecnie hotel „Bristol”) przy ul. Dworcowej 16 i dawnego hotelu „Reichof” (obecnie hotel „Bristol”) z 1905 roku w stylu secesyjnym według projektu Franza Sotzika przy ul. Dworcowej 19.
- Plac Wolskiego, dworzec.

- Wzgórze św. Małgorzatki, kolej wąskotorowa.

- Ulica Jagiellońska, Szkoła Baletowa.

Przy Jagiellońskiej 23 znajduje się Ogólnokształcąca Szkoła Baletowa im. Ludomira Różyckiego. Na skrzyżowaniu ulic Moniuszki i Jagiellońskiej szlak skręca w prawo.
- Ulica Moniuszki, Dawne Gimnazjum Katolickie (Szkoła Muzyczna).

Przy ulicy Moniuszki 19 mieści się budynek dawnego Gimnazjum Katolickiego, a od 1948 roku Państwowej Szkoły Muzycznej, wybudowany w 1870 roku w stylu neogotyckim według projektu Paula Jackischa.
- Plac Sikorskiego, Opera, Dawna Szkoła Realna (obecnie LO)

We wschodniej części placu usytuowany jest budynek dawnego Teatru i Domu Koncertowego, a obecnie Opery Śląskiej, wybudowany w latach 1899-1901 w stylu klasycystycznym według projektu Aleksandra Böhma z Berlina. Przed operą znajduje się popiersie Fryderyka Chopina z 1956 roku. Pośrodku placu mieści się gmach dawnego Liceum Realnego, a obecnie IV LO im. Bolesława Chrobrego, wzniesionego w 1901 roku w stylu secesyjnym według projektu Karla Bruggera. Po lewej stronie placu znajdują się XIX-wieczne budynki mieszkalne, m.in. neogotycka kamienica z 1896 projektu Alfonsa Powollika przy pl. Sikorskiego 6, czy neorenesansowa z 1892 według projektu Johanna Wygascha przy pl. Sikorskiego 10. Od Placu Sikorskiego szlak wiedzie na północ ulicą Piastów Bytomskich.
- Ulica Piastów Bytomskich, dawny hotel Lomnitz.

W miejscu oddanego do użytku w 1963 roku budynku przy ul. Piastów Bytomskich 3-5 znajdował się cmentarz żydowski, wzniesiony na średniowiecznym wale obronnym na początku XVIII wieku. Z ulicy Piastów Bytomskich szlak skręca w prawo w ulicę Wałową, by wyjść na Placu Klasztornym. Najważniejszym zabytkiem owego placu jest franciszkański Kościół Św. Wojciecha z XIII wieku, w latach 1833-1952 był własnością parafii ewangelicko-augsburskiej. Naprzeciw kościoła znajduje się wzniesiony przez ewangelików w 1901 budynek probostwa, zaś tuż obok (Plac Klasztorny 4a) wybudowany w 1898 roku dom dla sióstr diakonis zatrudnionych w szkole i parafii ewangelickiej, obecnie siedziba parafii ewangelicko-augsburskiej. Przy Placu Klasztornym 2 znajduje się wybudowana w 1911 roku według projektu Karla Bruggera w stylu secesji szkoła ewangelicka, obecnie Zespół Szkół Ogólnokształcących nr 6. Obok szkoły znajduje się wybudowany w 1930 roku budynek Urzędu Pracy, obecnie Zespół Szkół Elektryczno-Elektronicznych przy ulicy Katowickiej 35.
- Rynek, kościół NMP, Piwnice Gorywodów.

Z Placu Klasztornego szlak wiedzie ulicą Szymanowskiego a następnie skręca w lewo w rynek, po drodze mijając wieżowiec z 1932 r. przy Szymanowskiego 2 wzniesiony w stylu funkcjonalizmu (przed wojną mieściła się tam kawiarnia Capitol i kino Gloria), położone w południowej pierzei rynku modernistyczna kamienica przy Rynku 19 z 1925 roku, 4 secesyjne kamienice projektu Karla Mainki przy Rynku 20 (1903), 21 (1909), 22 (1903) i 23 (1903) oraz wzniesiona w 1925 roku w stylu secesyjno-modernistycznym kamienica przy Rynku 26 (obecnie siedziba Galerii Kronika). W północno-zachodniej części pierzei Rynku znajduje się gotycki kościół pw. Wniebowzięcia NMP. Na placu przed kościołem stoją 3 figury kamienne Świętego Floriana, Drogi Krzyżowej i Świętej Barbary, poświęcone w 1878 roku. Następnie za kościołem WNMP szlak skręca w prawo. Pod wieżowcem przy ulicy Strażackiej 8 (1964) znajdują się piwnice Domu Gorywodów (rozebranego w 1955 roku).